# Dactylogymnadenia vollmannii
Dactylogymnadenia vollmannii là một loài thực vật có hoa trong họ Lan. Loài này được (M. Schulze) Soó mô tả khoa học đầu tiên năm 1966.